# 752
752 (DCCLII) fue un año bisiesto comenzado en sábado del calendario juliano, en vigor en aquella fecha.

## Acontecimientos
- 22 de marzo: Esteban II sucede a San Zacarías como papa, pero fallece cuatro días después de ser electo y no es considerado como papa legítimo al no haber sido consagrado.
- 26 de marzo: El papa Esteban II (también a veces llamado III) sucede a Zacarías como 92.º papa de la Iglesia Católica, dando fin al papado bizantino. Este suceso dio a luz al primero de los llamados año de los tres papas.
- Junio: Esteban II reconoce la dinastía carolingia como los gobernantes legítimos del reino franco. Viaja a París y apela por apoyo franco para repeler a los lombardos.
- El rey Pipino el Breve inicia una expedición militar franca hacia el valle del Ródano y logra la sumisión del este de Septimania (Nimes, Melguelh, Agda y Béziers) luego de recibir la lealtad del conde Ansemundo.
- Sitio de Narbona: Pipino sitia el castillo de Narbona, ocupadas por fuerzas musulmanes y visigodas. La guarnición y sus residentes son capaces de resistir gracias a la ayuda de provisiones dadas por flotas árabes desde el mar.
- Batalla de Burford: El rey Cuthred de Wessex se enfrenta al rey Ethelbaldo de Mercia y tomar el estandarte (un dragón dorado). Desde ese momento reclama el trono de Mercia.[1]
- Muere el rey Teudebur de Alt Clut (Escocia) y es sucedido por Dumnagual III, quien pierde la región de Kyle por una invasión de los reyes Óengus I de los pictos y Eadberht de Northumbria.
- Abd al-Rahman ibn Habib al-Fihri, gobernante de Ifriqiya (Norte de África), despacha un ejército musulmán y reconquista la Tripolitania de los ibadíes (secta jariyí puritana), enviando a sus remanentes al sur en las montañas Nafusa (noroeste de Libia).
- Primer asalto musulmán a Cerdeña por órdenes de Abd al-Rahman ibn Habib al-Fihri, siendo quizás el inicio de la ocupación de la isla por los musulmanes hasta 1005.[2] También intenta invadir Sicilia, pero falla al haber muchas defensas.
- Yaxun B'alam IV se convierte en rey (ajaw) de la ciudad maya de Yaxchilán, luego de una disputa de 10 años por el trono.
- El Emperador Retirado Shōmu de Japón toma parte en la ceremonia de dedicación del Gran Buda en Tōdai-ji en Nara y se declara a sí mismo como budista

## Nacimientos
- Irene, emperatriz bizantina (fecha aproximada).
- Zheng Yin, canciller de la dinastía Tang.

## Fallecimientos
- Lupo de Spoleto
- Rey Teudebur de Alt Clut.
- 22 de marzo: Zacarías, papa.
- 26 de marzo: Esteban II, papa electo, más no reconocido.
- Gorazd de Carantania.